# ایکه شورونمو
ایکه شورونمو (انگلیسی: Ike Shorunmu؛ زادهٔ ۱۶ اکتبر ۱۹۶۷) یک دروازه بان سابق فوتبال و مربی دروازه بان کنونی اهل نیجریه است.
وی همچنین در تیم‌های ملی فوتبال نیجریه بازی کرده‌است. او دروازه بان شماره یک تیم ملی نیجریه در جام جهانی ۲۰۰۲ بود.